# Svenne Gurka
Svenne Gurka, svensk tecknad humorserie av Johan Höjer som publicerats i såväl Dagens Nyheter som Galago och 91:an, samt i ett seriealbum. Serien hette ursprungligen "34:an", men tog sedermera namnet efter huvudpersonen.
Övriga huvudpersoner i serien var Bosse Banan, Katrin Plommon, samt en tam myrslok (den sistnämnde försvann dock snart från serien).
 Artikeln var, i den version den hade den 13 december 2005, helt eller delvis hämtad från Seriewikin (hos Seriefrämjandet): Svenne Gurka